# Glenn Michibata
Glenn Michibata (Toronto, 13 de junho de 1962) é um ex-tenista profissional canadiano.
Glenn Michibata foi finalista de Grand Slam em duplas em 1990.